# Hinrich Rink
Hinrich Johannes Rink (født 26. august 1819 i København, død 15. december 1893 i Kristiania) var en dansk geograf, geolog, grønlandsforsker og dr.phil. Rink kom til Grønland i 1848 og fik dens befolkning som sin store lidenskab og interesse. Han fik stor betydning for udviklingen i Grønland på den tid.

## Baggrund
Rink var ud af en familie med holstenske forældre: Grosserer Johannes Rink og Agnese født Hedde fra Ditmarsken Efter at være undervist af privatlærer gik han i skole på Sorø Akademi, hvor han tog artium i 1838 og Anden Eksamen i 1840, den sidste med udmærkelse. Derpå studerede han fysik og kemi ved Den Polytekniske Læreanstalt i København, hvor han en tid lang var assistent hos professor William Christopher Zeise.
I 1843 fik han Københavns Universitets guldmedalje i kemi og året efter blev han dr.phil. ved universitetet i Kiel. Efter dette „fik han Lyst til Medicinen" og gennemgik i vinteren 1844—45 et anatomisk kursus og hørte forelæsninger i Berlin; blandt andre hørte han dog også meteorologen Heinrich Dove. Han siger selv om denne periode af sit liv, at han følte sig meget overanstrengt og ofte nedtrykt og vankelmodig med hensyn til sin fremtid og var derfor meget taknemlig over, at tilfældet foreløbig afgjorde dette spørgsmål for ham, idet han under sit ophold i Berlin fik et tilbud om at deltage i korvetten „Galatheas" jordomsejling som geolog.

## Karriere
Som geolog deltog Rink 1845-1847 i korvetten Galatheas jordomsejling. Han fulgte med korvetten til Kolkata (dengang Calcutta); men da der med togtet var forbundet et kolonisationsforsøg på Nicobarerne, afgik han til disse øer for at undersøge dem geografisk. Men efter et 5 måneders ophold tvang en heftig klimatfeber ham til at vende hjem til Danmark. Hjemrejsen gik over Cairo og Malta, hvor han i oktober 1846 benyttede lejligheden til at indsamle geologisk materiale. 
I årene 1848 til 1868 var JH Rink beskæftiget i Grønland. Han gennemgik i denne periode følgende stillingsbetegnelser:
- geolog i forbindelse med undersøgelsen af grafitforekomster
- konstitueret kolonibestyrer og inspektør for Julianehåb kolonidistrikt
- inspektør for hele Søndre Inspektorat, Godthåb

Rink initierede et trykkeri til trykning af den første grønlandske avis, sammen med 4 andre indsendte han et forslag om at indføre forstanderskaber i Grønland.
Efterfølgende blev han direktør for Den Kongelige Grønlandske Handel i to år. Han tog sin afsked for at hellige sig interessen for den grønlandske kultur. Hans kone Signe Rink og han selv slog sig derefter ned i Kristiania i Oslo og dannede sammen her et kraftcenter og fik besøg af tidens grønlandsinteresserede.
I 1853 giftede han sig med Nathalia Sophie Nielsine Caroline Møller kaldet Signe. Signe var født og opvokset på Grønland som datter af kolonibestyrer i Paamiut Jørgen Nielsen Møller og Antonette Ernestine Constance Tommerup. Hun udgav nogle noveller om grønlænderes liv og problemer. Signe Rink blev efter Rinks død en vigtig person i forbindelse med bevaringen af to store grønlandske nationalkunstnere: Aron fra Kangeq og Jens Kreutzmanns værker, træsnit og akvareller for eftertiden.
I 1862 blev han Ridder af Dannebrog, 1864 medlem af Videnskabernes Selskab og 1869 justistråd. Han er begravet i Oslo. En mindevarde er rejst i Godthaab med portrætmedaljon af Aage Hassel 1919. Træsnit 1882 efter fotografi.

## Forfatterskab
- H. Rink (1847) "Die Nikobarischen Inseln: eine geographische Skizze", H. G. Klein, 188 s.
- H. Rink (1852) "Om Monopolhandelen paa Grønland: Betænkning i Anledning af Spørgsmaalet om Privates Adgang til Grønland",
- H. Rink (1852) "Udsigt over Nordgrönlands geognosi, især med hensyn til bjergmassernes mineralogiske sammensætning"
- H. Rink (1852) "Om den geographiske beskaffenhed af de danske handelsdistriker i Nordgrønland tilligemed en Udsigt over Nordgrønlands Geognosi", Kbh
- H. Rink (1852) "Grønland geographisk og statistisk beskrevet", Bind 1, Kbh
- H. Rink, Rasmus Berthelsen (1859) "Kaladlit okalluktualliait: Kalâdlisut kablunâtudlo", Inspectoratets Bogtrykkeri.
- H. Rink (1858) "Grønlandske Folkesagn",
- H. Rink (1856) "Samling af betænkninger og forslag vedkommende den kongelige Grønlandske handel: udg. paa Indenrigsministeriets bekostning", Louis Klein
- H. Rink (1863) "Tasermine Kûgssûp erkâne taserssuak: Inds̈oën ved Kugssuak i Tasermiut, Grönland. The lake of Kugssuak at Tasermiut, Greenland", Koloniens Trykkeri.
- H. Rink (1865) "Bamaerkninger angaaende den Grønlandsko commissions betaenkning af 23 de juli 1863", L. Kleins bogtrykkeri.
- H. Rink (1866) "Eskimoiske eventyr og sagn: oversatte efter de indfødte fortælleres opskrifter og meddelelser", Kbh
- H. Rink (1868) "Om Grønlændernes gamle tro og hvad der af samme er bevaret under kristendommen", Thieles bogtrykkeri.
- H. Rink (1871) "Om eskimoernes herkomst", Thieles bogtrykkeri
- H. Rink, Robert Brown (1877)"Danish Greenland, its people and its products", H.S. King & co.
- H. Rink (1877) "Om en nødvendig foranstaltning til bevarelse af Grønland som dansk biland", 23 s.
- Carl Ludwig Giesecke, Frederik Johnstrup, Hinrich Rink (1878) "Gieseckes Mineralogiske rejse i Grønland", B. Lunos bogtrykkerei.
- Hans Hendrick, H. Rink (1878) "Memoirs of Hans Hendrik: the arctic traveller, serving under Kane, Hayes, Hall and Nares, 1853-1876"
- H. Rink (1881) "Om grønlandske Skikke og Vedtægter", 28 s.
- H. Rink (1882) "Om Grønlaenderne, deres Fremtid og de til deres Bedste sigtende Foranstaltninger", Kbh
- H. Rink (1885) "Om De Eskimoiske Dialekter, som Bidrag til Bedømmelsen af Spørgsmaalet om Eskimoernes Herkomst og Vandringer. Særtryk af Aarb. f. nord. Oldk. og Hist.",41 s. Kjøbenhavn. Thieles Bogtrykkeri. 1885.
- H. Rink (1887) "Om de Eskimoiske Dialekter, som Bidrag til Bedømmelsen af Spørgsmaalet om Eskimoernes Herkomst og Vandringer. Saertryk af Aarbog for nordisk Oldkyndighed og Historie.",41 s.
- Gustav Holm, H. Rink (1887) "Sagn og fortællinger fra angmagsalik samlede"
- H. Rink (1887) "Den östgrönlandske Dialekt: efter de af den danske Östkyst-Expedition meddelte Bemaerkniger til Kleinschmidts grönlandske Ordbog", F. Dreyer
- H. Rink (1889) "Nogle bemaerkninger om indlandsisen og isfjeldenes oprindelse", s.n.

### På internettet
- Hinrich Rink: "Eskimoiske eventyr og sagn – oversatte efter de indfødte fortælleres opskrifter og meddelelser"; 1866
- H. Rink: "Nogle Bemærkninger om de nuværende Grønlænderes Tilstand" (Geografisk Tidsskrift, Bind 1; 1877)
- H. Rink: "Om Grønlænderen Hans Hendriks Deltagelse i Nordpolsexpeditiorierne 1853—1876, under Kane, Hayes, Hall og Nares" (Geografisk Tidsskrift, Bind 1; 1877)
- H. Rink: H. Rink: "Om Indlandsisen og om Frembringelsen af de svømmende Isfjælde (efter de seneste Iagttagelser)" (Geografisk Tidsskrift, Bind 1; 1877)
- H. Rink: "Om Resultaterne af de nyeste etnografiske Undersøgelser i Nordamerika" (Geografisk Tidsskrift, Bind 9; 1887)
- H. Rink: Formodet Drift af et Fangstredskab fra Alaska til Grønland (Geografisk Tidsskrift, Bind 9; 1887)
- H. Rink: "Resultaterne af de nyeste danske Undersøgelser i Grønland, med Hensyn til Indlandet og de svømmende Isbjærges Oprindelse" (Geografisk Tidsskrift, Bind 9; 1887)
- "Om Dr. Nansens Grønlandsrejse og dens Resultater" (Geografisk Tidsskrift, Bind 10; 1889)
- H. Rink: "Om Dr. Nansens Grønlandsrejse og dens Resultater" (Geografisk Tidsskrift, Bind 11; 1891)
- H. Rink: "Nordmanden A. Jacobsens etnografiske Indsamlinger og Forskninger i Siberien" (Geografisk Tidsskrift, Bind 11; 1891)
- H. Rink: "Om Resultaterne af de nyeste etnografiske Undersøgelser i Amerika" (Geografisk Tidsskrift, Bind 11; 1891)
- H. Rink: "«The Eskimo tribes, their distribution and characteristics, especially in regard to language. With a comparative vocabulary" (Meddelelser om Grønland, 11 hæfte; København 1891) (engelsk)

## Nekrolog
- K.J.V. Steenstrup: "Dr. phil. Hinrich Johannes Rink" (Geografisk Tidsskrift, Bind 12; 1893)